# Piaggine
Piaggine is een gemeente in de Italiaanse provincie Salerno (regio Campanië) en telt 1654 inwoners (31-12-2004). De oppervlakte bedraagt 62,3 km², de bevolkingsdichtheid is 29 inwoners per km².
De volgende frazioni maken deel uit van de gemeente: Pruno.

## Demografie
Piaggine telt ongeveer 704 huishoudens. Het aantal inwoners daalde in de periode 1991-2001 met 13,7% volgens cijfers uit de tienjaarlijkse volkstellingen van ISTAT.
| Jaar | Inwoneraantal |
| ---- | ------------- |
| 1991 | 2056          |
| 2001 | 1775          |

## Geografie
Piaggine grenst aan de volgende gemeenten: Laurino, Monte San Giacomo, Sacco, Sanza, Teggiano, Valle dell'Angelo.